# Tre tosser
|  | Denne artikel er oprettet af botten PalnaBot ud fra en ekstern database. Den kan derfor have sproglige fejl eller mangler. Denne skabelon kan fjernes efter kontrol af indholdet. |

Tre tosser er en kortfilm instrueret af Snobar Avani efter manuskript af Snobar Avani.

## Handling
Tre venner toner frem i horisontens brændende dis - de er på vej. En grøn skov og en skøn strand ligger foran dem, men to af gutterne gribes af grådighed og efterlader ingen plads til den tredje, som må gå sin vej. De to tilbageblevne begynder straks at konkurrere om, hvem der kan bygge det højeste hus på stranden, og til sidst er alle ressourcer omkring dem ødelagt og inddraget til formålet. Nu sidder de 2 tosser og glor ondt på hinanden og på deres lige høje huse, da de får øje på den tredje. Han har slået sig ned midt i naturen højt oppe på et bjerg og har stiftet en varm og kærlig familie.